# Corvette C3
Die Corvette C3 wurde im Herbst 1967 als dritte Corvette-Generation eingeführt, die bis Herbst 1982 gebaut wurde. Sie wurde von 1969 bis 1976 auch Stingray (deutsch: Stachelrochen) genannt, was auch als Schriftzug auf der Karosserie gezeigt wurde. Die C3 war trotz anfänglicher Verarbeitungsprobleme sehr erfolgreich. Der Bau des Cabrios endete dagegen aufgrund verschärfter Sicherheitsbestimmungen bereits zum Jahresende 1975.

## Geschichte

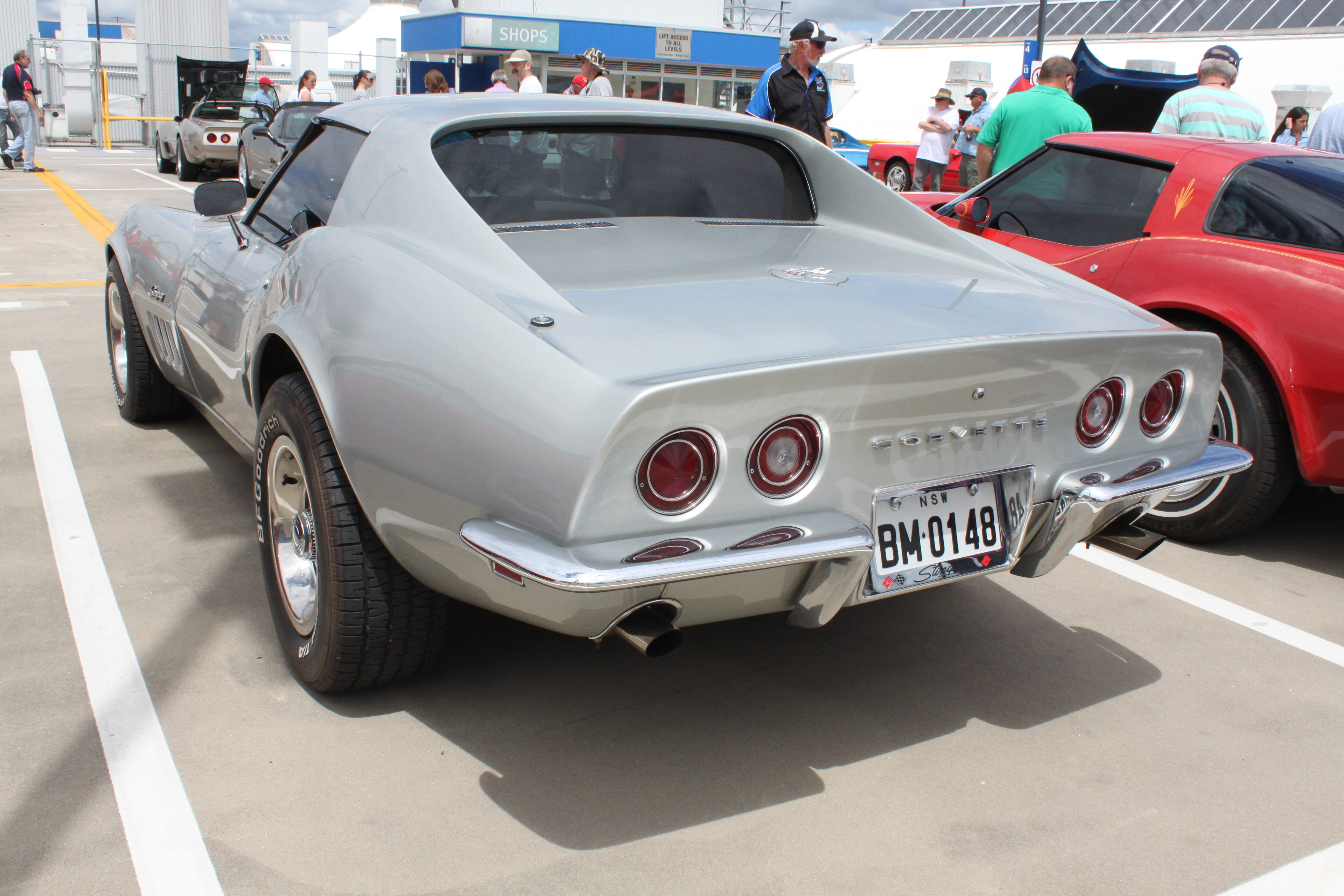
C3 Coupé (1969): steile Heckscheibe, Chromstoßstangen (bis 1973)

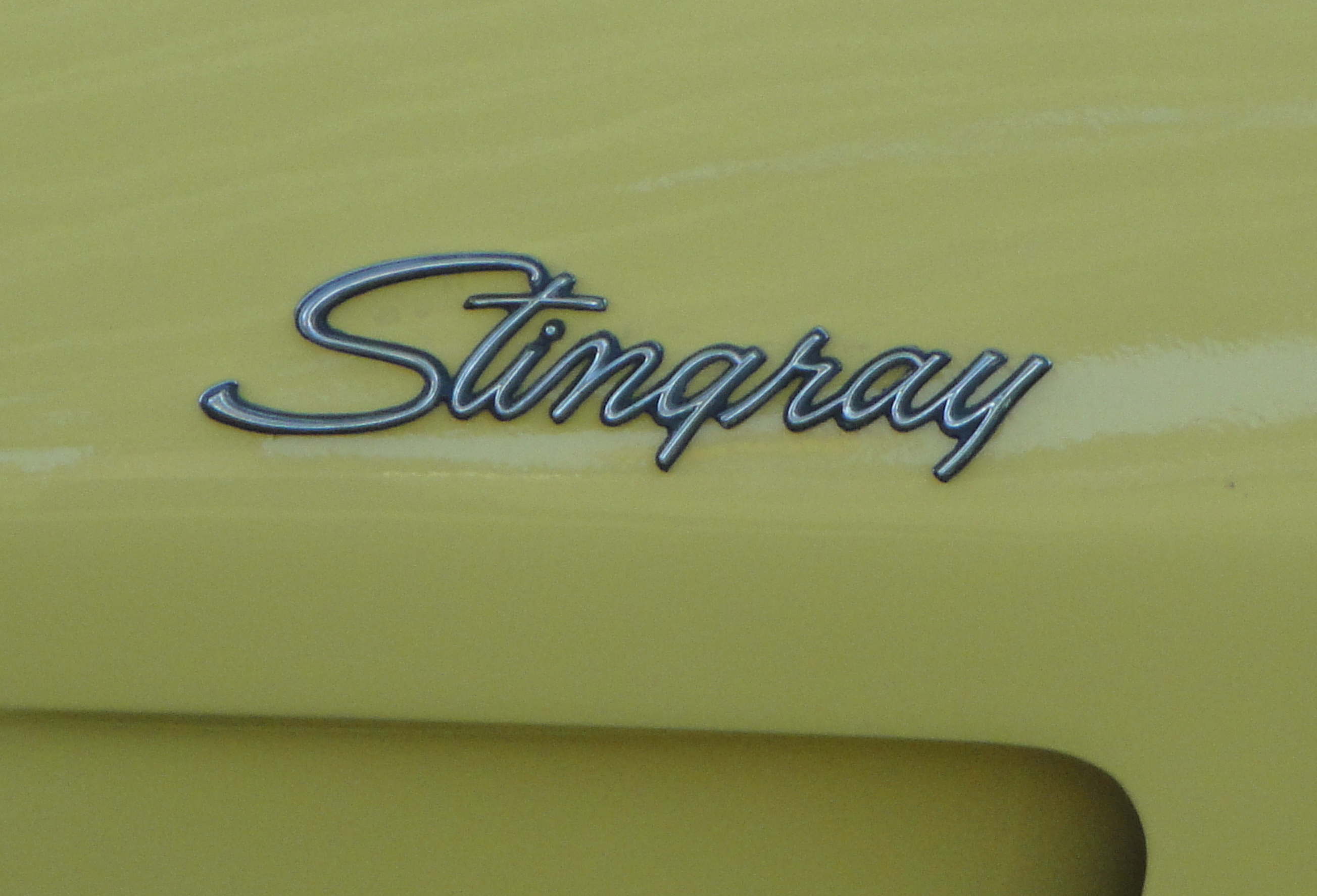
Schriftzug (einer 1974er Corvette)

Die neue Generation war von einem durchgängig neuen Design sowohl des Innenraums wie auch der Karosserie geprägt. Das auffällige Karosseriedesign ging als „Coke-Bottle-Corvette“ in die Autogeschichte ein. Radstand und große Teile des Fahrgestells wurden von der C2 übernommen. Die ausklappbaren Hauptscheinwerfer wurden ab 1968 nicht mehr elektrisch, sondern pneumatisch bewegt. Die Coupés wurden mit zwei abnehmbaren Dachhälften (T-Top) und einer herausnehmbaren Heckscheibe ausgestattet.

### Konzepte
Das Design der C3 von David Holls ist stark an das Konzeptauto Mako-Shark-II Show-Car (deutsch: Mako-Hai) von 1965 angelehnt, das seinerseits zahlreiche Elemente des 1954 von Bertone entworfenen Arnolt-Bristol zitierte.
Der „Mako Shark II“ (Projektbezeichnung XP-830) wurde der Öffentlichkeit erstmals im April 1965 auf der „New York International Auto Show“ als Designstudie vorgestellt. Die Entwicklungskosten dieses nicht fahrbaren Prototyps lagen bei fast drei Millionen US-Dollar. Sein zweites Debüt hatte der „Mako Shark II“ auf dem „Pariser Autosalon“ am 5. Oktober 1965. Diesmal war er jedoch mit einem Motor mit 7,0 Litern Hubraum (427 in3) und acht Zylindern ausgerüstet und fahrbereit. Dieses Auto war schließlich die Grundlage für die neue „Stingray“.
Mit zahlreichen futuristischen Details wie einem rechteckigen Lenkrad, einem ausfahrbaren Heckspoiler oder einem für eine verbesserte Schutzwirkung verlängerbaren Stoßfänger erregten die beiden „Mako-Shark-II“-Konzeptautos im Jahr 1965 Aufsehen, diese Ideen wurden jedoch nicht in die Serienfertigung übernommen. Die stark gebogene Karosserielinie der Showcars hingegen übernahm der Corvette-Designer David Holls für die dritte Generation.

### Produktion
Die Produktion begann im September 1967.
1981 stand zum zweiten Mal nach dem Dezember 1953 ein Umzug an: Die Produktion wurde von St. Louis/Missouri nach Bowling Green/Kentucky verlagert, also in jenes Werk, in dem heute noch die Corvette vom Band läuft. Ungewöhnlich war die parallele Fertigung der C3-Modelle im Juni und Juli 1981. In St. Louis entstanden in diesen beiden Monaten die unifarbenen Versionen, während in Bowling Green die zweifarbigen Varianten produziert wurden.
Die Produktion lief bis Oktober 1982. Es wurden insgesamt 542.861 Corvette C3 gebaut, darunter befinden sich 70.586 Cabrios, die nur von 1967 bis 1975 gebaut wurden. Mit fast 543.000 gebauten Modellen in 15 Jahren knüpft die C3 an die Erfolge ihrer Vorgänger an. Auch das beste Produktionsjahr in der Geschichte der Corvette überhaupt, das Jahr 1979 mit exakt 53.807 Einheiten (nach 46.776 Einheiten 1978), fällt in die Epoche der C3-Corvette. Bis 1981 (40.606 Stück) hielt dieses Modell sich relativ beständig, im letzten Modelljahr 1982 sank die Produktion aber auf 25.407 Exemplare. Die Preise begannen 1968 bei 4663 USD für das Coupé und 4347 USD für das Cabriolet. Bis zum Jahr 1975 stieg der Preis für das Coupé auf 7117 USD und auf 6857 USD für das Cabriolet. Die C3 war gegenüber der europäischen und japanischen Konkurrenz ab 1982 nunmehr chancenlos. Das sollte ab 1983 mit dem Nachfolgemodell Corvette C4 geändert werden.

## Karosserie

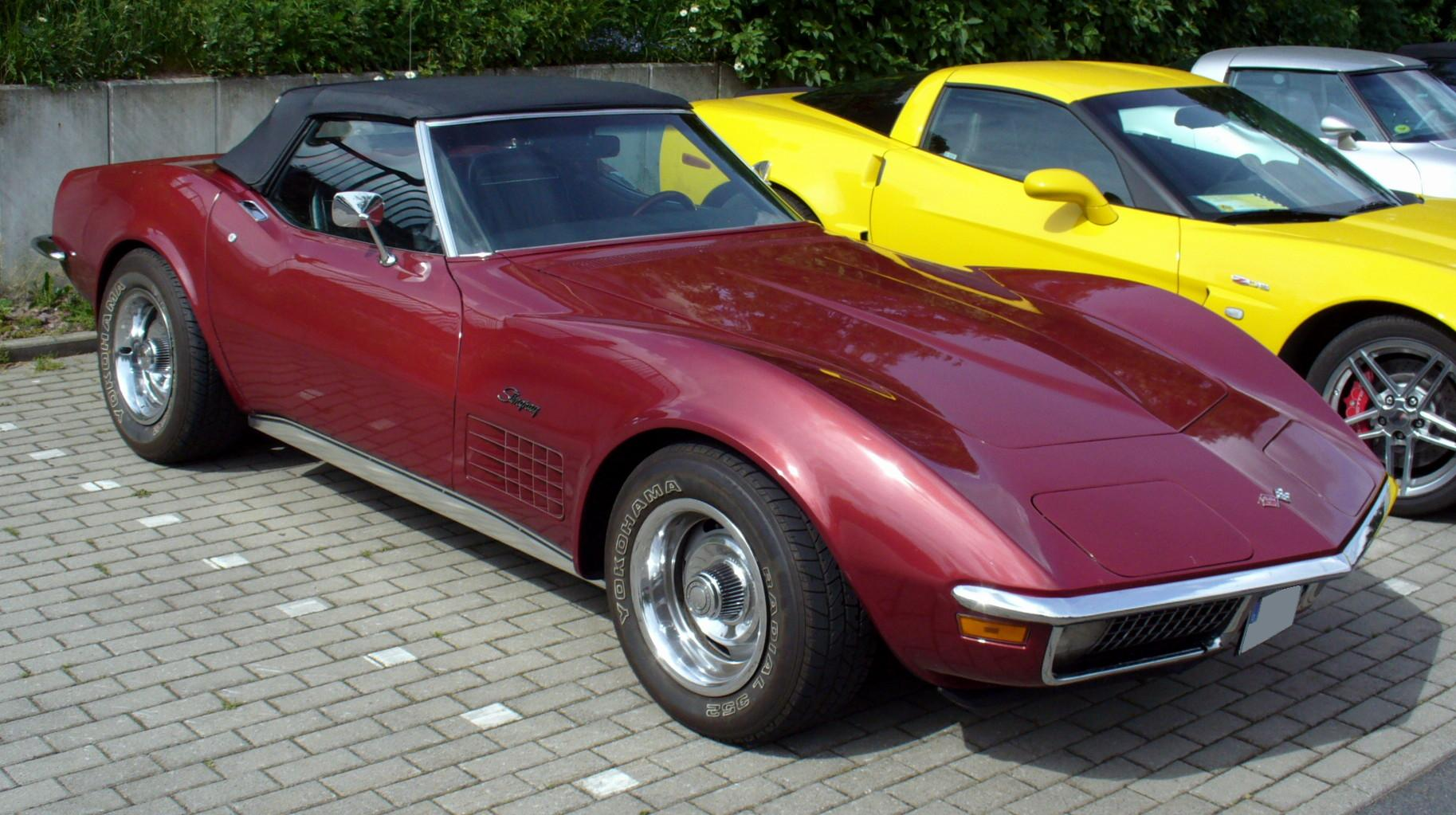
Corvette C3 Convertible (1967–1975)

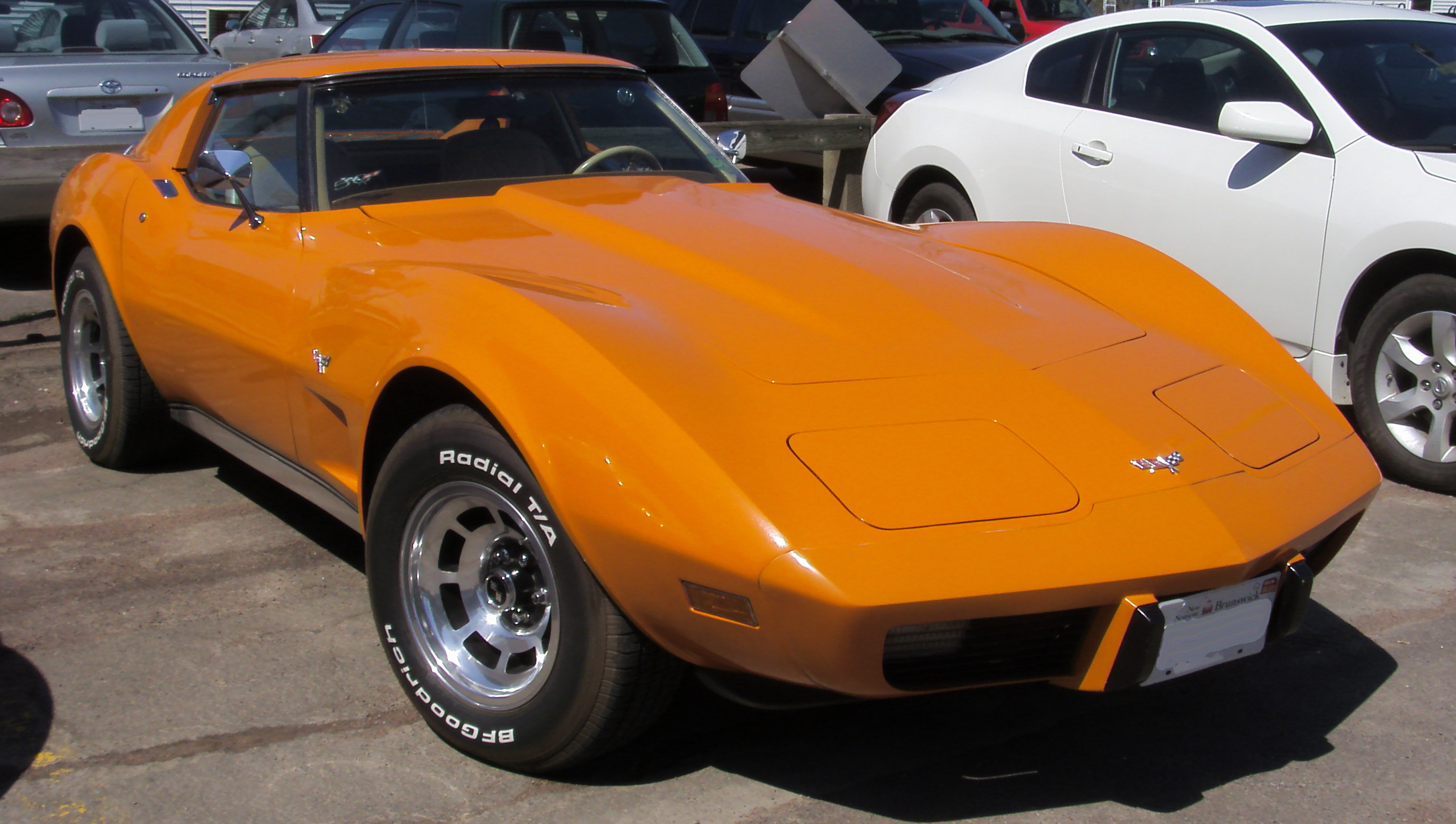
Corvette C3 Coupé (1976–1978)

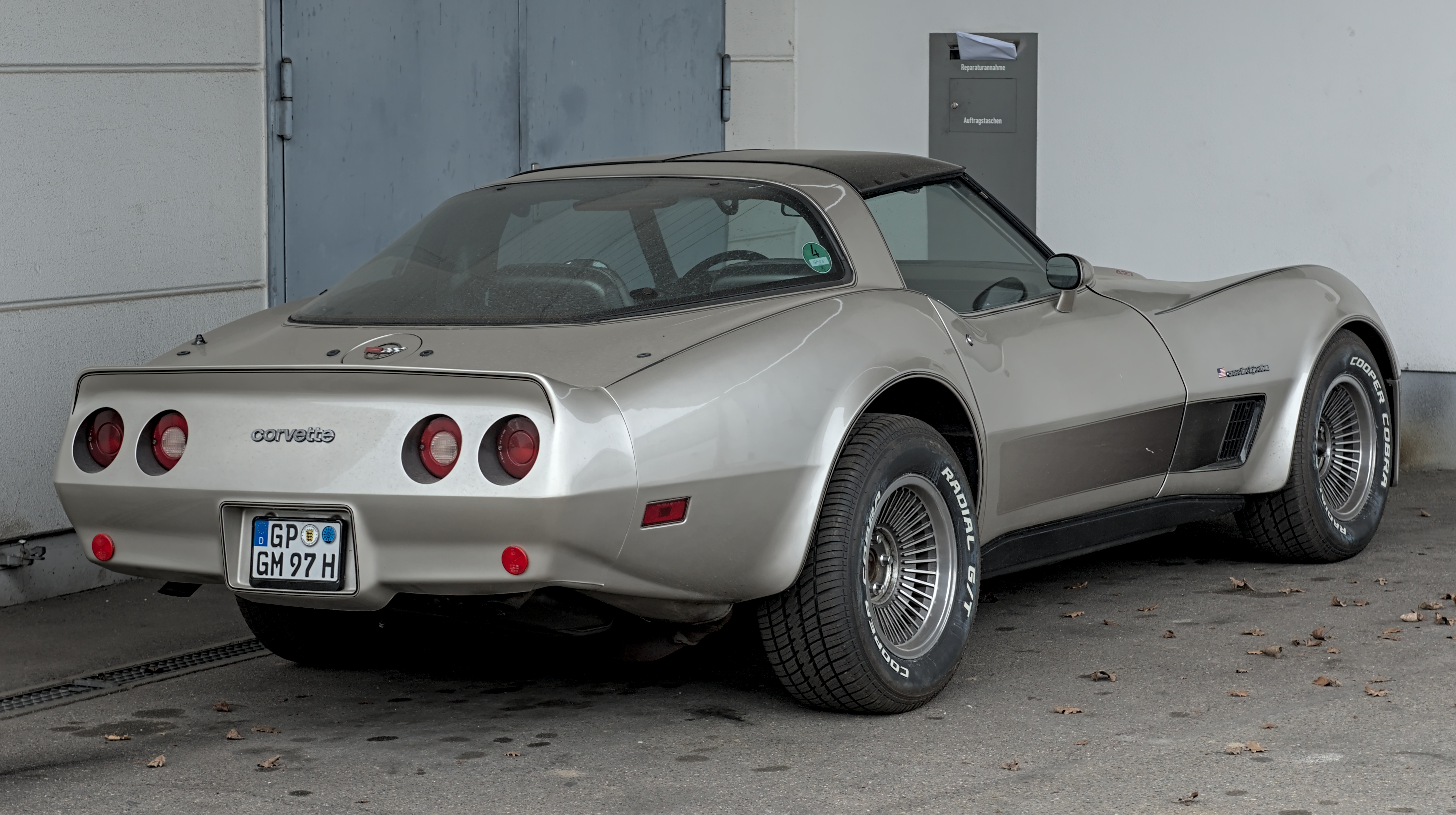
Corvette C3 Coupé (1978–1982)

Die Corvette C3 wirkt optisch deutlich massiver als ihre Vorgänger. Die Karosserie war um 190 mm länger geworden und war nun auf 4,64 Meter gewachsen, während der Radstand und die Breite gleich blieben. Die Höhe war aber wiederum um 50 mm niedriger als bei der C2 und betrug nur noch 1,21 Meter. Die C3 wird aufgrund ihres auffallenden Kotflügelschwunges auch „Coke-bottle-shape-Corvette“ genannt, da das Seitenprofil einer Coca-Cola-Flasche ähnlich sieht. Das unverwechselbare Design oder Elemente davon wurden oft von anderen Automobilherstellern kopiert. Neu waren die versenkten Griffschalen auf der Oberseite der Türen, die konventionellen Türgriffe entfielen. Ab 1969 hatte die Corvette ebenfalls das von GM bei allen Modellen eingeführte Zündschloss mit Lenkradsperre in der Lenksäule.
Teile der Fachpresse kritisierten, dass beim Design des neuen Modells praktische Belange gegenüber ästhetischen Spielereien in den Hintergrund getreten seien. Moniert wurden beispielsweise auch die unter einer durch Unterdruck herausfahrbaren Abdeckung verborgenen Scheibenwischer, die für nicht frostsichere Gegenden untauglich waren. Erhebliche Probleme gab es auch mit der Motorkühlung; erst kurz vor Produktionsanlauf erhielt die Frontschürze unterhalb der Stoßstange zusätzliche Kühlluftöffnungen und eine Spoilerlippe. Auch mit der Verarbeitungsqualität stand es nicht zum Besten; die US-Zeitschrift „Car and Driver“ gab 1967 einen Testwagen ungetestet an das Werk zurück, da er eine lange Qualitätsmängelliste aufwies.
Von 1969 bis 1976 tauchte auf dem vorderen Kotflügel der „Stingray“-Schriftzug auf, allerdings in einem Wort – im Gegensatz zur C2, bei der die Bezeichnung als „Sting Ray“ geschrieben wurde.
Anfangs hatte die Corvette Chromstoßstangen vorn und hinten. Im Modelljahr 1973 entfiel die Chromstoßstange an der Front und ab dem Modelljahr 1974 entfielen diese komplett, so dass die Front und das Heck vollständig aus Kunststoff geformt waren.
Als absolutes Novum bei Serienautos wurde die Corvette erstmals mit zwei herausnehmbaren Dachhälften ausgestattet, nach deren Herausnahme ein Mittelsteg verbleibt, das auch „T-Bar-Roof“ oder „T-Top“ genannt wird. Sogar die senkrecht stehende Heckscheibe kann bei den Modellen der ersten fünf Produktionsjahre entfernt werden. Sie blieb als Stilmerkmal bis 1977 erhalten, ab 1978 erhielt die Corvette im Rahmen einer größeren Modellpflege ein Fastback-Heck mit einer großen Glaskuppel hinter der B-Säule. Wie beim Vorgängermodell C2 wurde jedoch erneut kein von außen zugänglicher Kofferraum verwirklicht. Alle C3-Modelle haben ein Gepäckfach hinter den umlegbaren Sitzen, wobei dort bis 1978 aufgrund des sehr flachen Hecks nur die herausnehmbaren Dachhälften und das herausnehmbare Heckfenster verstaut werden konnten. Nur das 1982 auf den Markt gebrachte „Collectors Vette“-Coupé hatte werksseitig die Glaskuppel zu einer echten Heckklappe modifiziert. Auch die Cabrio-/Convertible-Version der C3 hatte keinen Kofferraum.
Die Sicherheitsdiskussion Mitte der 1970er-Jahre führte nicht nur zu hektischen Änderungen an den Stoßstangen, das 73er-Modell beispielsweise trägt eine kuriose Mischung aus in Wagenfarbe lackierten Kunststoff-Stoßfängern vorn und klassischen Chrom-Exemplaren hinten. Sie bedeutete auch das vorläufige Aus für die offenen Versionen.
Das Cabriolet wurde aufgrund verstärkter Sicherheitsbestimmungen in den USA nur bis Ende 1975 angeboten, danach verschwand es aus dem Programm. Bis zur Einstellung der Produktion im Oktober 1982 war nur noch das Coupé erhältlich.
Anfangs hatte die Corvette Chromstoßstangen vorn und hinten. Um die neuen Bestimmungen zum Aufprallschutz bis 5 mph einzuhalten, erhielt die Corvette zum Modelljahr 1973 einen vorderen Stoßfänger aus Polyurethan, am Heck blieb es bei der konventionellen Chromstoßstange, die allerdings im folgenden Modelljahr durch einen, nur 1974 mittig geteilten, PU-Bumper ersetzt wurde.

## Fahrwerk
Das Zweistufen-Automatikgetriebe „Powerglide“ aus der C2 hatte ausgedient und wurde durch das neue Automatikgetriebe „Turbo Hydra-Matic“ mit drei Stufen ersetzt. 1967 wurden über 80 % mit einem manuellen Getriebe ausgeliefert.
Die Techniker von General Motors bewiesen im Fahrwerksbereich erneut ihre Innovationsfreude, jedoch erst im vorletzten Modelljahr der Corvette C3. Die querliegenden Blattfedern der Hinterachse bestanden ab 1981 aus glasfaserverstärktem Kunststoff. Die Vorteile liegen im Gewicht von nur rund vier Kilogramm, der Vermeidung von Rostbildung und einer fünffach längeren Haltbarkeit.

## Motor
Als Basismotorisierung wurde ab 1968 der aus der C1 und C2 bekannte 5,4 Liter (327 in3) „Small-Block“-Achtzylinder mit nun 300 brutto SAE-HP (kurz auch bhp) Leistung als Standard eingesetzt, ab 1969 war der 5,7 Liter (350 in3) bei unveränderter Leistung Serie. Es war auch wieder der 7,0-Liter-„Big-Block“-Motor (427 in3) mit Leistungen von 390 SAE-HP bis 435 SAE-HP erhältlich.
Den absoluten Höhepunkt erreichte die Jagd nach dem größten Hubraum und der höchsten Leistung im Jahre 1971. Größer als zwischen 1970 und 1974 war der „Big-Block“ einer Corvette nie: 7,4 Liter Hubraum ergeben einen Inhalt von über 930 cm³ pro Zylinder. 1971 markierten 435 SAE-HP die bis dahin höchste Leistung einer Serienversion in der Geschichte der amerikanischen Sportwagenlegende, und das, obwohl in diesem Modelljahr die Verdichtung zurückgenommen wurde.
Ab 1972 schlugen sich die Ölpreise und die dramatisch erhöhten Versicherungsprämien für leistungsstarke Fahrzeuge in einer Verringerung der Höchstleistung auf 270 bhp nieder, eine Basis-Corvette hatte gar nur 200 bhp. Zum Ende ihrer Bauzeit konnte die C3 noch maximal 230 bhp mobilisieren.
Erwähnenswert ist der „ZL1“-Motor, der 1970 offiziell von nur zwei Kunden geordert wurde. Ein rotes Corvette Coupé wurde durch den Ingenieur Gib Hufstader für Drag Racings gebaut. Der Wagen schaffte die Viertelmeile in 10,6 Sekunden bei einer Endgeschwindigkeit von 132 mph (212 km/h). Der zweite Wagen war ein weißes Cabriolet, welches Chef-Ingenieur Zora Duntov für Straßenrennen konzipierte. Dieser Wagen erreichte eine Höchstgeschwindigkeit von 200 mph (321 km/h). Gemäß Prospekt leistete der Motor 430 bhp, also fünf weniger als die „stärkste“ Motorisierung. Grundsätzlich war der ZL1 jedoch ein „L88“-Motor mit Aluminium-Block, geänderten Motorenteilen und rund 585 SAE-PS. Es wurden geglättete Abgaskanäle eingearbeitet und andere Ventile eingesetzt. Der Motor hatte eine Verdichtung von 11,45 : 1. Der Motor erlaubte die Verwendung von Holley 4500 NASCAR-Vergasern mit einem Gemischdurchsatz von 1200–1400 cfm (cubic feet per minute). Das entspricht rund 2040–2380 m3/h. Der Fahrer John Greenwood erreichte zahlreiche Rennsiege, einschließlich des Meistertitels der SCCA.
Dieser Standard-Motor konnte auch schon im Vorgängermodell C2 von 1967 bestellt werden.
General Motors wollte mit der niedrigeren Leistungsangabe verhindern, dass dieses Monster in die Hände von Leuten gelangte, die einfach grundsätzlich den stärksten Motor im Prospekt auswählen. Egal ob ZL1 oder „normaler“ L88, GM gab die Leistung im Grunde nicht falsch an, sondern es wurde lediglich ein Wert angegeben, der bei niedrigerer Drehzahl realisiert wurde. Auch stand in den Verkaufsprospekten nirgends, dass der L88 wesentlich höhere Drehzahlen erreichen konnte, um so seine zusätzliche Leistung zu entfalten. In einem Prospekt warnte Chevrolet auch davor, die Corvette mit ZL1 Option als Straßenfahrzeug einzusetzen.
Die ZL1 galt 39 Jahre lang bis zum Erscheinen der C6 ZR1 als die schnellste und stärkste Serien-Corvette aller Zeiten. Die Leistung von US-Fahrzeuge wurde allerdings bis 1972 in Amerika mit Brutto-SAE-PS angegeben. Diese SAE-PS-Leistungsangaben liegen wegen unterschiedlicher Messmethoden erheblich über den DIN-PS-Angaben. Daher sind solche Leistungsangaben für US-Fahrzeuge vor 1972 mit entsprechender Vorsicht zu genießen, da bei der Messung auf Anbauaggregate wie Generator, Wasserpumpe und Ventilator verzichtet wurde.

## Trivia
- Im 1998 gedrehten Film „Rush Hour“ fahren der Polizist James Carter (Chris Tucker) und sein chinesischer Kollege Lee (Jackie Chan) in einem schwarzen 1972 Corvette Stingray Cabriolet, das häufig Bestandteil der Handlung ist. Der Wagen wird auch in der Fortsetzung „Rush Hour 2“ von 2001 und dem dritten Teil von 2007 „Rush Hour 3“ verwendet.